# Liebling der Götter (film, 1960)
Pour les articles homonymes, voir Liebling der Götter.
Pour plus de détails, voir Fiche technique et Distribution.
Liebling der Götter (titre français : Elle n'a pas hurlé avec les loups ou Aimée des dieux) est un film allemand réalisé par Gottfried Reinhardt sorti en 1960.
Il s'agit d'une biographie de l'actrice Renate Müller.

## Synopsis
Berlin, 1931 : Au Marmorhaus, c'est la première de Die Privatsekretärin, avec la jeune Renate Müller dans le premier rôle. La presse l'attend, mais elle est trop nerveuse pour apparaître. Elle tente de gagner du courage dans un bar non loin du cinéma et fait la connaissance du secrétaire d'Etat au gouvernement prussien Hans Simon. Il lui donne le courage et tous les deux vont ensemble pour la première. Le film est un grand succès et Renate reçoit des commandes consécutives pour plusieurs films. Elle retrouve Hans, dont elle tombe amoureuse. Son ancien compagnon, Volker Hellberg, la met en garde contre lui, qui est un Juif et deviendra un problème pour elle à l'avenir. Volker est un petit libraire, mais veut se lancer dans la politique à Munich. Renate veut d'abord le soutenir, mais elle refuse le rejet radical de Hans et s'en va. Elle se rend vite compte que Hans est en danger parce qu'il est régulièrement insulté au téléphone en tant que juif et menacé de mort.
Renate plonge dans le travail, même si elle ne peut pas ignorer le développement politique. Volker semble blessé dans sa loge un soir. Il s'est battu et veut maintenant quitter définitivement Berlin. Renate lui donne de l'argent pour ça. Simon, de son côté, a de plus en plus souvent des réunions extraordinaires avec ses collègues, qui discutent des nouvelles relations avec Adolf Hitler. L'escalade de la situation politique touche l'amour de Simon et Renate : il refuse de lui faire une proposition de mariage. Renate achète finalement une villa à côté de la sienne pour être près de lui. Elle tourne à l'étranger quand Hitler prend le pouvoir. Immédiatement, Renate retourne à Berlin pour trouver Simon, qui a été licencié et a trouvé refuge chez un ami. Elle l'aide à échapper à Prague, d'où Simon émigre à Londres. La Gestapo la soupçonne de complicité d'évasion et l'interroge. Volker, à qui les nouveaux dirigeants ont confié un travail, la sauve des désagréments : il réussit à convaincre Joseph Goebbels de libérer Renate. Sa libération est liée à la condition qu'elle reste et travaille en Allemagne.
Renate prétexte un séjour en sanatorium en Suisse, mais se rend à Londres chez Hans, qu'elle visite secrètement tous les mois à partir de maintenant. Elle planifie son émigration et épargne de grosses sommes d'argent en Suisse, où elle achète une villa. En même temps, elle tourne sans relâche, mais rejette avec véhémence la participation à des films de propagande. Volker Hellberg, qui Goebbels a confié la surveillance de Renate, reprend le manoir de Hans. Il découvre les voyages à Londres et l'argent. Il questionne Renate dans sa villa, confisque son passeport et l'oblige à transférer les fonds en Allemagne. En outre, elle sera obligée de tourner des films politiques. Renate succombe à l'alcool et est à peine capable de parler sur le plateau. Elle s'effondre finalement et est envoyée dans un hôpital psychiatrique où elle meurt.
Hans apprend son séjour à l'hôpital et se rend secrètement à Berlin, où il est informé de la mort de Renate. Il participe avec une distance à ses funérailles, voit la couronne mortuaire avec le bandeau "Loyaliste" et, surtout, son dernier film, un film de propagande, décrit comme le plus proche de ses convictions. Volker Hellberg voit Hans alors qu'il quitte la tombe, mais ne dit rien.

## Fiche technique
- Titre : Liebling der Götter
- Réalisation : Gottfried Reinhardt assisté d'Eva Ebner
- Scénario : George Hurdalek
- Musique : Franz Grothe
- Direction artistique : Paul Markwitz, Fritz Maurischat
- Costumes : Vera Mügge
- Photographie : Göran Strindberg
- Son : Gerhard Müller
- Montage : Walter Wischniewsky
- Production : Artur Brauner
- Sociétés de production : CCC-Film
- Société de distribution : Bavaria-Filmverleih
- Pays de production : Allemagne de l'Ouest
- Langue : allemand
- Format : Noir et blanc - 1,66:1 - Mono - 35 mm
- Genre : Film dramatique
- Durée : 108 minutes
- Dates de sortie :
  - Allemagne de l'Ouest : 12 avril 1960.
  - Finlande : 26 janvier 1962.

## Distribution
- Ruth Leuwerik : Renate Müller
- Peter van Eyck : Hans Simon
- Harry Meyen : Volker Hellberg
- Robert Graf : Hertel
- Hannelore Schroth : Uschi Günzel
- Leonard Steckel (de) : Le Prince
- Willy Fritsch : Günzel
- Werner Fuetterer : Harry de Cassian
- Friedrich Domin (de) : M. Matthieu
- Lia Eibenschütz : Mme Simon
- Elsa Wagner : Mme Lengefeld
- Hans W. Hamacher (de) : Le ministre
- Bruno W. Pantel : Artinger, le bijoutier
- Willy Krause : Joseph Goebbels
- Albert Bessler : Le conseiller ministériel

## Production
Les droits d'une version cinématographique de l'histoire de la vie de Renate Müller sont garantis en 1957 par ses héritiers, sa mère et sa sœur, à Artur Brauner. Ce faisant, Brauner accepte par contrat de ne pas diffamer la personne de Renate Müller « en déformant la vérité ». Cependant, le film contient de nombreuses scènes qui ne sont pas vraies. Les héritiers déposent une demande d'injonction provisoire auprès du tribunal régional de Berlin-Ouest contre le film de CCC : notamment l'alcoolisme du personnage principal et sa mort en psychiatrie qui pourraient être interprétée comme un suicide, sont décrits comme faux. On trouve une conciliation : dans le générique d'ouverture du film, on annonce que l'œuvre traite de « la vie libre et créative et la mort d'un grand artiste dans le temps libre ».